# Corps forestier d'État
Le Corps forestier d'État (en italien Corpo forestale dello Stato - CFS), appelé tout simplement souvent les forestiers, était une force de police italienne.

## Vocation
Sa tâche est la défense de l'environnement avec des qualifications de police judiciaire, et il participe ensemble avec d'autres forces de police à la sauvegarde de l'ordre public. Outre à cela, il gère entre autres 130 réserves naturelles nationales.
L'administration se divise entre un inspectorat général ayant son siège à Rome, les commandements régionaux, établis dans les chefs-lieux des régions à statut ordinaire, et les commandements provinciaux, desquels dépendent les structures opératives, nommées postes forestiers (seulement en Vallée d'Aoste ; dans le reste d'Italie, (it) Stazione forestale). Ceux-ci sont au nombre de 1000 environ. Au niveau intermédiaire, plusieurs bureaux sont présents sur le territoire, comme les bureaux de coordination territoriale pour l'environnement, qui opèrent à l'intérieur des parcs nationaux, les bureaux de coordination de district et les bureaux territoriaux pour la biodiversité. Au sein de l'administration enfin sont actives les sections spécialisées.
La section du corps forestier des régions autonomes Vallée d'Aoste, Frioul-Vénétie Julienne, Sicile et Sardaigne, ainsi que des provinces autonomes de Trente et de Bolzano, possède un statut d'autonomie à plusieurs niveaux, relevant du statut spécial de la région ou de la province où il opère.

## Dénomination dans les langues minoritaires d'Italie
La traduction en français, Corps forestier, a été créée pour la région autonome de la Vallée d'Aoste, où cette langue est officielle avec l'italien (régime de bilinguisme).
Dans la province autonome de Bolzano, trilingue italien-allemand-ladin, le corps forestier est appelé aussi Landesforstdienst et Sorvisc forestal respectivement.
Dans la région Frioul-Vénétie Julienne, dans les communes bénéficiant d'un régime de bilinguisme italien-slovène, les forestiers sont appelés aussi Gozdari.

## Histoire
Le corps forestier d'État a été créé le 15 octobre 1822 par le roi Charles-Félix de Savoie. La formation des agents du corps forestier a lieu à l'École du Corps forestier d'État, à Cittaducale, dans la province de Rieti, qui a été fondée en 1905.
Selon la loi 121 du 1er avril 1981, il a été inclus parmi les cinq forces de police italiennes avec des fonctions de protection civile. La loi 349 de 1986, instituant le ministère de l'environnement italien, a disposé enfin le but de protection de l'environnement. Il dépend aussi du ministère de l'intérieur en ce qui concerne la sauvegarde de l'ordre public, la sécurité publique, le secours public et la protection civile.
Il dépendait directement du ministère des politiques agricoles, alimentaires et des forêts, à organisation et cadres distinctes du ministère, selon l'article 3 de la loi 36 du 6 février 2004, la dernière qui en règlemente et en définit la structure et les devoirs.
Le corps est dissous le 31 décembre 2016 et à partir du 1er janvier 2017, une grande partie de ces compétences et du personnel sont transférés au commandement nouvellement créé des unités forestières, environnementales et agroalimentaires des Carabinieri. 

## Symboles
Le Corps forestier d'État, abrégé en « CFS » (de l'italien, Corpo Forestale dello Stato) est représenté par :
1. Un blason ;
2. Un drapeau institutionnel ;
3. Un saint patron, Saint Jean Gualbert

## Grades et qualifications
Le tableau suivant montre la comparaison des grades et des qualifications des forces de police d'ordre militaire, civil, du secours public et de la défense civile.
| Police d'État                                      | Carabiniers Garde des finances (Police financière)                                                   | Corps forestier d'État          | Sapeurs-Pompiers                          |
| -------------------------------------------------- | --- | ------------------------------- | ----------------------------------------- |
| Agent                                              | Carabinier - Agent                                                                                   | Agent                           | Pompier                                   |
| Agent spécialisé                                   | Carabinier spécialisé- Agent spécialisé                                                              | Agent spécialisé                | Pompier spécialisé                        |
| Assistant                                          | Appuntato                                                                                            | Assistant                       | Pompier expert                            |
| Assistant en chef                                  | Appuntato spécialisé                                                                                 | Assistant en chef               | Pompier coordinateur                      |
|                                                    | |                                 |                                           |
| Vice-surintendant                                  | Vice-brigadier                                                                                       | Vice-surintendant               | Chef d'équipe                             |
| Surintendant                                       | Brigadier                                                                                            | Surintendant                    | Chef d'équipe expert                      |
| Surintendant en chef                               | Brigadier en chef                                                                                    | Surintendant en chef            | Chef de détachement                       |
|                                                    | |                                 | Chef de détachement expert                |
| Vice-inspecteur                                    | Maréchal                                                                                             | Vice-inspecteur                 | Vice-inspecteur des incendies             |
| Inspecteur                                         | Maréchal ordinaire                                                                                   | Inspecteur                      | Inspecteur des incendies                  |
| Inspecteur en chef                                 | Maréchal en chef                                                                                     | Inspecteur en chef              | Inspecteur des incendies expert           |
| Inspecteur supérieur officier remplaçant de police | Maréchal-adjudant officier remplaçant de police (Carabiniers) Maréchal-adjudant (Garde des finances) | Inspecteur supérieur            | Vice-directeur pour les incendies         |
| Inspecteur supérieur vice-commissaire              | Maréchal-adjudant lieutenant (Carabiniers) Maréchal-adjudant lieutenant (Garde des finances)         | Inspecteur supérieur spécialisé | Vice-directeur en chef pour les incendies |
|                                                    | |                                 |                                           |
|                                                    | Sous-lieutenant                                                                                      |                                 |                                           |
| Vice-commissaire                                   | Lieutenant                                                                                           |                                 | Vice-directeur                            |
| Commissaire                                        | Capitaine                                                                                            | Commissaire forestier           | Directeur                                 |
|                                                    | |                                 |                                           |
| Commissaire en chef                                | Major                                                                                                | Commissaire en chef forestier   | Vice-directeur dirigent                   |
| Vice-préfet adjoint                                | Lieutenant-colonel                                                                                   | Vice-préfet adjoint forestier   |                                           |
| Premier dirigent (Vice-préfet vicaire)             | Colonel                                                                                              | Premier dirigeant               | Premier dirigeant                         |
|                                                    | |                                 |                                           |
| Dirigent supérieur (Préfet)                        | Général de brigade                                                                                   | Dirigeant supérieur             | Dirigeant supérieur                       |
| Dirigent général de police                         | Général de division                                                                                  | Dirigeant général               | Dirigeant général                         |
| Dirigent général de police - niveau B              | Général de corps d'armée                                                                             | Dirigeant général - niveau B    | Dirigeant général en chef du corps        |
| Préfet (Chef de la police)                         | |                                 |                                           |

### Qualifications de rôle technique du Corps forestier
Voici la liste des rôles techniques et techno-scientifiques, dont les forestiers s'occupent à côté de leurs rôles ordinaires.
| Qualification de personnel technique | Qualification correspondante du personnel en uniforme (ordinaire) |
| ------------------------------------ | ----------------------------------------------------------------- |
| Opérateur                            | Agent                                                             |
| Opérateur spécialisé                 | Agent spécialisé                                                  |
| Collaborateur                        | Assistant                                                         |
| Collaborateur en chef                | Assistant en chef                                                 |
| Vice-réviseur                        | Vice-surintendant                                                 |
| Réviseur                             | Surintendant                                                      |
| Réviseur en chef                     | Surintendant en chef                                              |
| Vice-expert                          | Vice-inspecteur                                                   |
| Expert                               | Inspecteur                                                        |
| Expert en chef                       | Inspecteur en chef                                                |
| Expert supérieur                     | Inspecteur supérieur                                              |
| Expert supérieur spécialisé          | Inspecteur supérieur spécialisé                                   |

## Devoirs institutionnels

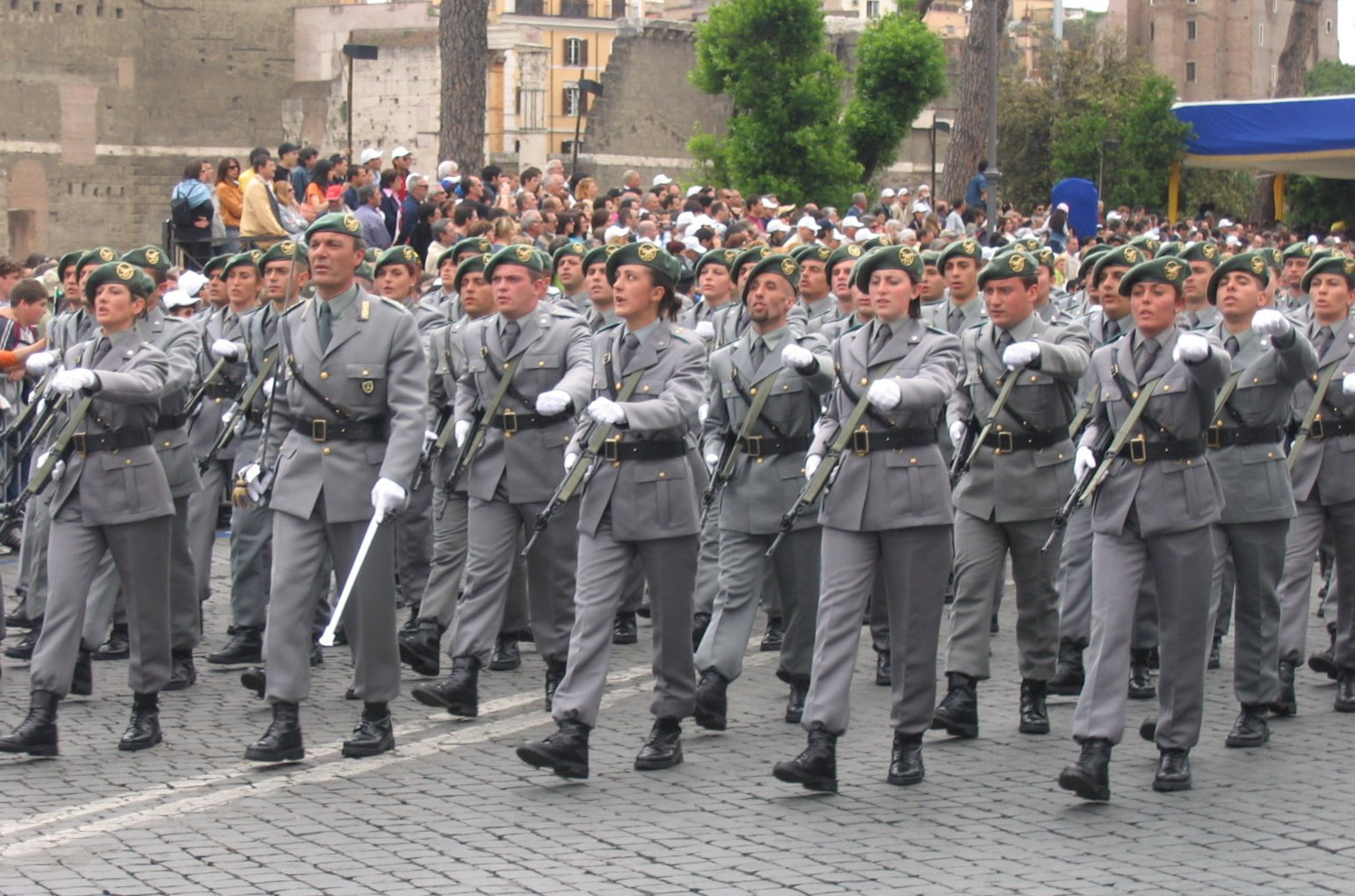
Le Corps forestier italien lors d'un défilé. Ces gardes forestiers sont armés de fusils Beretta AR 70/90.

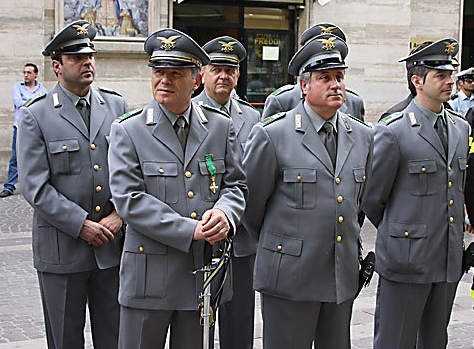
Officiers du Corps forestier d'État

- Protection civile : le corps forestier intervient en cas de tremblement de terre et d'autres calamités naturelles (comme lors du tremblement de terre de 1976 au Frioul, ou ceux de 1980 en Campanie et en Basilicate, de 1997 en Ombrie et dans les Marches, de 2002 en Molise et dans les Pouilles, et de 2009 aux Abruzzes) ;
- Service de protection contre les incendies : c'est l'activité principale du corps, et celle la plus connue ; les véhicules utilisés sont divisés en 44 groupes mécanisés dirigés par 15 centres opérationnels présents dans les chefs-lieux régionaux ;
- Le centre opérationnel aérien (abrégé en COA, de l'italien, Centro Operativo Aereo), qui intègre le service aéro-naval du corps forestier : il est composé par 150 hommes, 21 hélicoptères, et 1 avion. Il dispose de 7 bases opérationnelles fixes (à Rome, Pescara, Belluno, Cecina, Lamezia Terme, Ciampino et Rieti), et d'autres bases temporaires selon la période de l'année, qui détermine la possibilité d'incendies ;
- Service nautique (Qui aussi fait partie du service aéro-naval du Corps forestier) : il s'occupe de la protection de l'environnement côtier, marin, fluvial et lacustre ;
- Service Meteomont : en hiver ce service devient indispensable, puisqu'il fournit les prévisions météorologiques et permet de prévenir les dégâts causés par les avalanches. Il travaille en prise directe avec le service météreologique de l'aéronautique militaire et le service homologue des troupes alpines ;
- Service de protection contre le braconnage ;
- Section agroalimentaire et des forêts (abrégé en NAF, de l'italien, Nucleo Agroalimentaire e Forestale) : Il contrôle l'application des règlements communautaires concernant le secteur agricole, agroalimentaire et forestier. Il veille aussi au respect de la normative en matière de sécurité alimentaire des consommateurs et de biosécurité en général, y-inclus la ESB (Encéphalopathie spongiforme bovine), les OGM (Organismes génétiquement modifiés) et l'agriculture biologique ;
- Section d'enquête de police de l'environnement et forestière (abrégé en NIPAF, de l'italien, Nuclei Investigativi di Polizia Ambientale e Forestale) : Il s'occupe des crimes concernant les incendies, les aires protégées, la pollution et les contrôles agroalimentaires. Il intègre la Section d'enquête pour la protection contre les incendies (NIAB, de l'italien Nucleo d'Investigazione Antincendio Boschivo) qui coordonne les enquêtes pour identifier les pyromanes ;
- Section d'enquête pour les crimes contre les animaux (abrégé en NIRDA, de l'italien, Nucleo Investigativo Reati in Danno agli Animali) ;
- Secours alpin forestier (SAF) ;
- Service CITES : Ce service s'articule sur un centre de coordination à Rome et sur 40 bureaux territoriaux, qui bénéficient d'aides technico-scientifiques, et de consultation pour les rapports avec les organisations et les institutions internationales ;
- Groupe cynophile : Actif surtout pour la recherche de personnes ensevelies sous les avalanches, ou pour les opérations de police de recherche d'espèces rares d'animaux introduites en Italie par voies illégales ;
- Département équestre: qui s'occupent de la garde des parcs nationaux, des plus importants parcs urbains et des réserves naturelles.

Le Corps forestier dispose aussi d'un centre sportif qui a gagné plusieurs médailles olympiques.

## Armes de service
L'armement en dotation  au sein du Corpo Forestale dello Stato se divise en deux catégories:
- Arma individuelle:
  - Beretta 92 FS cal. 9 mm Parabellum

- Armes de soutiens:
  - Beretta PM 12 S2 cal. 9 mm Parabellum
  - Beretta AR 70/90 cal. 5,56 mm Nato  (utilisé aussi pour les cérémonies)
  - Beretta ARX 160 & ARX 200 cal. 5,56 et 7,62 (en remplacement du Modèle AR 70/90);
  - Beretta Mab 18/30 cal. 9 mm (cérémonies);